# 梁朗秋
梁朗秋（1911年—1998年），原名社明，字美寵，原籍廣東新會，乃香港詩人及書法家。
梁朗秋出生於廣東新會縣城東鄉。由於父母早逝，梁朗秋由叔父母撫養，並於13歲時到廣州升學。其時，他勤習書法，兼善詩詞，為日後的寫作奠下基礎。四年後，他考入其時的廣東醫學研究所，攻讀醫藥及針灸。1930年，梁朗秋畢業，正式行醫，並出任廣東新會南坦善堂醫席。
1937年，日軍壓境，已成家的梁朗秋遷往香港。為維持生計，來港之後梁朗秋未能全職行醫，而在一家貿易行工作。及至五十年代，梁朗秋開始積極參與在港各詩社的活動，並於僅餘的閒暇題字寫詩。此後筆耕達三十多年，梁朗秋一直有保存詩稿的習慣，卻從未將之付梓。轉捩點是1984年，其時梁朗秋已七十有餘，兒女六人亦皆成人。他們請示父親，並獲許將詩稿合成一集出版，名為《朗吟小草》。《朗吟小草》由梁朗秋親自整理及手錄，收四百多首詩，題材廣泛，並以不同格式如律詩、絕詩等寫成。詩集之出版，並不為牟利之用，因此從未於市場出售，而只在香港古詩文學界及梁朗秋親友間留存，另外亦得個別公立及大學圖書館收錄。《朗吟小草》印刷數量極少，但對了解香港古詩文學有一定價值。據悉，於2002年，盧瑋鑾教授贈予香港中文大學圖書館的文學藏書當中，即包括一部《朗吟小草》。
《朗吟小草》出版之後，梁朗秋並未間斷習詩。1998年，家人決定為《朗吟小草》出版續集，收錄此十四年來的詩稿。一如前集，《朗吟小草續集》亦不作發售。
1998年，梁朗秋獲香港政府當局頒發有關古詩詞的獎項，奠定這一生低調而儒雅的老詩人在文壇的地位。12月，梁朗秋因癌症去世，享年87歲。